# Bara bada bastu
"Bara bada bastu" é uma canção do grupo finlandês de língua sueca KAJ, lançada como single a 21 de fevereiro de 2025 pela Warner Music da Suécia. A canção foi escrita pelo grupo em conjunto com Anderz Wrethov, Kristofer Strandberg e Robert Skowronski. A música representou a Suécia no Festival Eurovisão da Canção de 2025, após vencer o Melodifestivalen do mesmo ano.

## Composição
Uma canção epadunk que presta homenagem à cultura da sauna finlandesa, cujas letras estão em dialeto Vörå, o sueco falado na Finlândia, com algumas palavras em finlandês. Será a primeira canção a ser cantada em sueco a representar o país desde 1998, a última tinha sido Kärleken är, interpretada por Jill Johnson. A última vez que uma música do Festival Eurovisão da Canção foi interpretada em sueco foi em 2012, com Pernilla Karlsson, finlandesa de língua sueca, e a canção När jag blundar, competindo pela Finlândia.

## Êxito comercial
Bara bada bastu foi a única canção entre as participantes do Melodifestivalen a registar mais de um milhão de reproduções em apenas um dia no Spotify, alcançando também uma posição na tabela geral da plataforma. Este resultado foi alcançado no dia seguinte à sua vitória na competição. Além disso, quebrou o recorde de canção em sueco mais ouvida de sempre em 24 horas (1 390 344 streams) no serviço de música, superando "Din låt" (2022) de Victor Leksell e Einár.